# Emily Stang Sando
Emily Stang Sando, född 8 mars 1989 i Holmestrand i Norge, är en norsk handbollsmålvakt.

## Karriär

### Klubblagshandboll
Sando började sin elitkarriär med fyra år i målburen för Larvik HK 2006–2010. Hon spelade sedan i tre år för Flint i Tønsberg. År 2013 flyttade hon till danska toppklubben Team Esbjerg där hon spelade i fyra år. I Esbjerg hade hon först Grimsbø som målvaktskollega. Hon avslutade proffsåren i Danmark med ett år i Odense Håndbold. I Odense spelade hon med danska landslagets Reinhardt och sedan ett år i København Håndbold. Sedan 2019 spelar hon för  ŽRK Budućnost Podgoricat. som köpte loss henne från kontraktet.

### Landslagshandboll
Mellan 2008 och 2010 spelade hon 20 ungdomslandskamper för Norge. Sando gjorde sin debut i norska A-landslaget 5 juni 2010 mot Danmark i en norsk seger med 25-24. Fram till 2019 har hon bara spelat 23 landskamper. Enda mästerskapsturneringen hon deltagit i var EM 2014 i Kroatien/Ungern där hon vann EM-guld med norska landslaget. I de flesta av landskamperna har hon bara gjort korta inhopp, i matchen mot Ukraina 2014 i EM, som Norge vann med 34-23 stod hon det mesta av matchen. Bergens Tidene skrev rubriken: Norges nye keeper er så ukjent at hun ikke engang er på Wikipedia. Orsaken till att fick spela var att Grimsbø hade skadat sig i första matchen av EM-turneringen.